# Hauff und Henkler

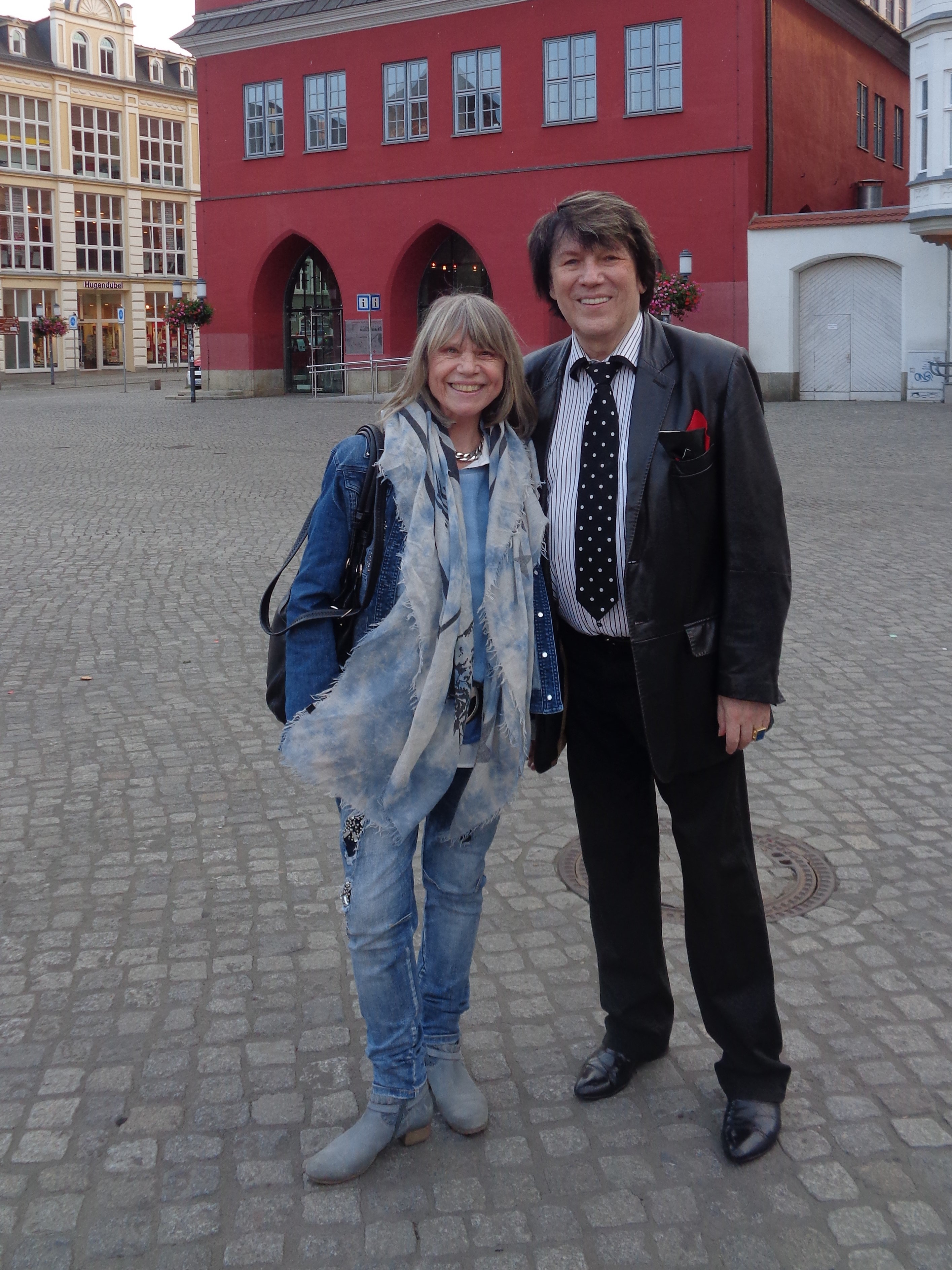
Hauff & Henkler (2018)

„Das war ein Meisterschuß“ von Hauff & Henkler ist der meistgespielte Schlager der DDR

Hauff und Henkler (auch Hauff & Henkler), Monika Hauff (* 17. April 1944 in Wernigerode) und Klaus-Dieter Henkler (* 19. Januar 1944 in Seebenau), ist ein deutsches Gesangsduo auf dem Gebiet des Schlagers und verwandter Genres.

## Werdegang
Monika Hauff und Klaus-Dieter Henkler lernten sich 1968 in einer Band kennen und sangen fortan im Duo. Am Anfang desselben Jahres produzierten sie – vor der Gründung von Hauff & Henkler – das Lied Tausend Fragen von Jürgen Heider und Harro Korth beim Berliner Rundfunk. Sie wurden in der DDR alsbald zum erfolgreichsten Gesangsduo, das auf zahlreichen Tourneen auch im Ausland gastierte. Bereits 1968 traten sie für die DDR während der Olympischen Sommerspiele im Aztekenstadion von Mexiko-Stadt auf. Im Jahr 1975 gewannen Hauff & Henkler als erste deutschsprachige Künstler mit dem Titel Als ich dich heute wiedersah den internationalen Grand Prix de Paris.
Das umfangreiche Repertoire umfasste später Schlager, Chansons, Folklore, Country- und Poptitel. Es erschienen knapp zwanzig Alben, die sich insgesamt über zehn Millionen Mal verkauften. Die meisten Titel stammen aus der Feder der bekannten Komponisten Arndt Bause und Gerhard Siebholz sowie von Klaus-Dieter Henkler selbst. Reinhard Lakomy, Hartmut Schulze-Gerlach (Muck), Siegfried Schulte und Nikica Kalogjera, der verstorbene Ehemann der Sängerin Ljupka Dimitrovska, schrieben weitere Erfolgstitel von Hauff & Henkler.
Hauff & Henkler waren Dauergäste in den großen Unterhaltungsshows des DDR-Fernsehens und moderierten zweimal Ein Kessel Buntes (1981 und 1987). Die Live-Konzerte auf ihren Tourneen waren ausverkauft, auch die Konzerte im Friedrichstadtpalast. Große Bekanntheit erlangten Hauff & Henkler auch durch ihre jahrelange Mitwirkung in der Weihnachtssendung Zwischen Frühstück und Gänsebraten, in der sie neben Margot Ebert und Heinz Quermann als Moderatoren auftraten und Jahr für Jahr für den musikalischen Schlusspunkt sorgten. Ein weiterer Höhepunkt in der ostdeutschen Fernsehkarriere von Hauff & Henkler war die 1986 im Haus der Berg- und Energiearbeiter Hoyerswerda gemeinsam mit dem Orchester Fips Fleischer produzierte Personality-Show Heute Abend Nr. 1.
Ab Mitte der 1970er Jahre waren Hauff & Henkler auch in großen TV-Shows der Bundesrepublik Deutschland und Österreich zu Gast, so in der Disco, ZDF-Hitparade, Zum Blauen Bock, in der Aktuellen Schaubude, im Musikladen, in der Premiere von Bio’s Bahnhof 1978 und im Musikantenstadl bei Karl Moik.
Nach der Wende konnten sie sich in ganz Deutschland etablieren und verlegten ihren Gesangsschwerpunkt dem allgemeinen Trend in der Schlagerbranche folgend mehr auf den volkstümlichen Schlager. Ihr erster „gesamtdeutscher“ Erfolg war das Lied Heimat. Als am Abend des 15. Dezember 1990 das Erste Programm der ARD auch in den neuen Bundesländern auf Empfang geschaltet wurde, präsentierten sie mit einer Ausgabe von Musikanten sind da nach der Tagesschau die erste im Ersten Programm bundesweit ausgestrahlte Abendshow. Weitere Ausgaben dieser volkstümlichen TV-Show moderierten sie bis zur Abwicklung des DFF Ende 1991. Sie gewannen in den 1990er Jahren auf Festivals und Tourneen in den USA ein neues Publikum.
1994 erhielten sie von der Zeitschrift Das Neue Blatt die Hermann-Löns-Medaille.
Erst im Jahr 2000 erschien mit Nur für Euch ein neues Studioalbum und das MDR-Fernsehen widmete Hauff & Henkler nachträglich zum 30-jährigen Bühnenjubiläum einen dreistündigen „Langen Samstag“ mit zahlreichen alten TV-Ausschnitten und den beiden als Gästen live im Studio.
Bis heute treten Hauff & Henkler in vielen Sendungen auf. Außerdem absolvieren sie Liveauftritte in den neuen und alten Bundesländern. Im Jahr 2013 feiern die nicht miteinander verheirateten Künstler ihr 45-jähriges Bühnenjubiläum. Gemeinsam verkauften sie über 20 Millionen Tonträger.
2016 war das Duo wieder mit seinem Live-Programm Stimmung, Hits und gute Laune deutschlandweit präsent.

## Diskografie

### Alben
- Boutique (1971, Amiga)
- Songs International (1973, Amiga)
- H & H (1974, Amiga)
- Zog ein Musikant (1975, Amiga)
- Die großen Erfolge (1975, Amiga)
- Keine Bange (1976, Amiga)
- Guten Tag, mein Freund (1977, Amiga)
- Wind (1978, Amiga)
- Guten Tag, mein Freund (1978, COLUMBIA-EMI)
- Monika Hauff und Klaus-Dieter Henkler (1979, Amiga)
- LIVE (1980, Amiga)
- Unterwegs (1981, Amiga)
- Kein schöner Land (1982, Amiga)
- Bumsvallera (1984, Amiga)
- Straße der Erinnerung (1986, Amiga)
- Das war ein Meisterschuss (1988, Amiga)
- Heimat (1990, Teldec)
- Das war ein Meisterschuss – Unsere großen Stimmungshits (1996, BMG – Hansa/Amiga)
- Nur für Euch (2000, DA Music)
- Ein kleines Lied (2002, Laserlight/Delta)
- Tanz mit mir wie damals (2004, Shop Direct, SONY BMG) (4-CD-Box)
- Als ich dich heute wiedersah – Unsere schönsten Lieder (2005, SONY BMG – Amiga)
- Zurück Daheim (2015, Cartella)

### Singles
- Regen stört uns nicht / Pech gehabt (1970, Amiga)
- Cu-cu-ru-cu-cu / Wir laufen, die Nacht ist klar (1971, Amiga)
- El Cóndor Pasa / Früh geht die Sonne Auf (1971, Amiga)
- Nikolaja, Nikolai / Herbstbummel (1971, Amiga)
- Климентина / Только c тобой (1972, Melodija) (Flexi)
- Heut ist wieder Vollmond / Ohne dich (1972, Amiga)
- Alles was uns gefällt / Wo hat die Liebe ihren Platz (1972, Amiga)
- Geh, Alte, schau mi net so teppert an / Fridolin, der Stier (1974, Amiga)
- Gib dem Glück eine Chance / Heute laden wir die Sonne ein (1974, Amiga)
- Maskenball / Träume (1974, Amiga)
- Keine Bange / Elisabeth (1975, Amiga)
- Paloma Blanca / Tu T'en Vas (1975, Amiga)
- Als ich dich heute wiedersah / El Carretero / Mon village du bont du monde / Hushaby (1976, Amiga)
- Das war ein Meisterschuß / Auf die Bäume, ihr Affen (1976, Amiga)
- Als ich dich heute wiedersah / Ging ein Mädchen in den Wald (1977, EMI Columbia)
- Mit Pauken und Trompeten / Mein lieber Herr Gesangsverein (1977, Amiga)
- Schuld allein ist die Liebe / Wind (1978, Amiga)
- Mit Brille wär das nicht passiert / Und nun ziehn wir alle mal durch den Saal (1980, Amiga)
- Endlich allein / Dach über'm Kopf (1980, Amiga)
- Wieder nach Hause / Das Liebesgedicht (1980, Amiga)
- Quartett (Keine Bange / Das war ein Meisterschuß / Auf die Bäume, ihr Affen / Geh, Alte, schau mi net so teppert an) (1980, Amiga)
- Keine Leute, keine Leute / Es ist kaum zu glauben (1981, Amiga)
- Keine Leute, keine Leute / Man muß mal weg sein (1982, Ariola)
- Quartett – Birds Of Paradise (Birds Of Paradise / Maledetta Primavera (Eva Maria Pieckert) / Some Broken Hearts Never Mend (Roland Neudert) / Herbstpaar) (1982, Amiga)
- Paule, pack den Pinsel aus / Morgen (1983, Amiga)
- Bumsvallera (1984, Amiga)
- Was wäre Berlin ohne Berliner / Nach Norden (1986, Amiga)
- Heimat / Nach Norden (1990, Teldec)
- Insel der Träume / Mondschein über der Heide (1990, Teldec)
- Bouzoukimann / Die schönste Sache im Leben ist die Liebe  (1998, Toi Toi Toi/DA Music)
- Mexico / Bouzoukimann / Jeder braucht das Licht der Sonne / Jetzt kommen die lustigen Tage  (1999, Toi Toi Toi/DA Music)
- Jeder braucht das Licht der Sonne (1999, Toi Toi Toi/DA Music)
- Der Weihnachtsmann tanzt Polka / Der Weihnachtsmann tanzt Polka (Karaoke) (1999, Toi Toi Toi/DA Music)
- Leben, so wie der Mann aus den Bergen / Mexico / Leben, so wie der Mann aus den Bergen (2000, Toi Toi Toi/DA Music)
- Zärtliche Gefühle / Mexico / Leben, so wie der Mann aus den Bergen (Karaoke) (2001, Toi Toi Toi/DA Music)
- Heut lassen wir die Sau raus (Roger Hunt Party Mix) / Heut lassen wir die Sau raus (Radio-Edit) (2002, Toi Toi Toi/DA Music)
- Im Zoo (2016, Berlin Concert)